# Circuit d’Alcarràs
Der Circuit d’Alcarràs ist ein Motorsportpark in der katalanischen Provinz Lleida in Spanien. Er beinhaltet unter anderem eine permanente Motorsportrennstrecke von 3,7 km Länge.

## Lage
Die Rennstrecke befindet sich etwa 15 km nordwestlich der Ortschaft Alcarràs in der Provinz Lleida und etwa 20 km westlich der Stadt Lleida. Sie kann über die A2 an der Ausfahrt Alcarràs erreicht werden. 

## Streckenbeschreibung
Das Gelände der Anlage umfasst neben der Rennstrecke auch eine separate Kart- und Supermotobahn, eine Motorcrossstrecke und eine Offroad-Anlage. 
Die Gesamtlänge der gegen den Uhrzeigersinn befahrenen Strecke beträgt 3743 Meter mit 10 Links- und 4 Rechtskurven. Die längste Gerade im Start- und Zielbereich ist 800 Meter lang, die Streckenbreite liegt zwischen 14 und 15 Metern. Die moderne Anlage wurde am 15. Mai 2007 eröffnet. In der Anlage befinden sich ein Restaurant, Poolanlage, eine Tankstelle und eine weitläufige Boxengasse mit 28 Boxen mit Zuschauertribüne auf dem Dach.
Die separat angelegte Kartrennstrecke mit 13 Kurven hat eine Bahnlänge von 1017 Metern.

## Veranstaltungen
Aktuell starten regionale Motorradserien wie der Yamaha R7 Cup Iberica, das FCM Campionat de Catalunya de Velocitat, oder die Moto Clàssic Series auf der Anlage, die hauptsächlich zur Veranstaltung von Trackdays für Zweiräder genutzt wird. 
In der Vergangenheit starteten auch automobile Clubrennserien wie die Caterham Championship France, die Trophée Tourisme Endurance Challenge oder das Campionat de Catalunya de Velocitat auf dem Kurs.